# Ziua Limbilor Europei
Ziua Limbilor Europei este o manifestare care celebrează diversitatea lingvistică, plurilingvismul / multilingvismul, învățarea limbilor străine pe durata vieții. Ziua Europeană a Limbilor are ca obiectiv să atragă atenția publicului asupra importanței învățării limbilor străine și să îl sensibilizeze cu privire la existența și valoarea tuturor limbilor vorbite în Europa, încurajând învățarea lor.
Manifestarea a debutat în anul 2001, an care a fost declarat de Consiliul Europei Anul european al limbilor vorbite. De atunci, în fiecare an, la 26 septembrie, în fiecare din cele 45 de state membre ale Consiliului Europei, se sărbătorește Ziua limbilor vorbite.
În Europa se vorbesc 24 de limbi oficiale, dar există și peste 60 de comunități autohtone care vorbesc o limbă regională sau minoritară.
Mesajul principal pe care l-a transmis ediția din 2010 a Zilei limbilor a fost următorul: Limbile străine stimulează afacerile, pentru că angajații cu competențe lingvistice, care constituie o achiziție valoroasă pentru angajator, facilitează vânzările în alte țări, iar persoanele care își caută un loc de muncă și, în același timp, învață o limbă străină, își îmbunătățesc șansele de angajare.
Globalizarea, mobilitatea și tipurile de afaceri fac ca cetățenii să aibă nevoie de competențe lingvistice străine pentru a lucra eficient, iar capacitatea de a comunica în mai multe limbi face parte din competențele esențiale pe piața muncii și consolidează competitivitatea, dar învățarea limbilor străine aduce și alte beneficii permițând realizarea de noi prieteni și contacte.
Cu un mare număr de imigranți sau refugiați, orașele Europei au devenit tot mai multilingvistice. De exemplu, la Londra se vorbesc mai mult de 300 de limbi:  engleza, franceza, chineza, poloneza, rusa, spaniola, portugheza, araba, turca, dar și bengali, kurda, berbera, hindi, urdu sau punjabi, iar la Moscova sau în Sankt Petersburg mulți dintre imigranți vorbesc ucraineana, armeana, tătara, azera, tadjika, chineza sau multe altele.
Obiectivele generale ale Zilei Europene a Limbilor includ conștientizarea publicului asupra importanței învățării limbilor străine și diversificarea gamei de limbi învățate în scopul de a crește plurilingvismul și înțelegerea interculturală, precum și promovarea diversității lingvistice și culturale a Europei, care trebuie să fie păstrată și încurajată.
În toată lumea sunt vorbite între 6000 și 7000 de limbi, dintre care aproximativ 225 sunt limbi europene, iar mai mult de jumătate din populația globului este bilingvă sau plurilingvă (vorbește sau înțelege două sau mai multe limbi).
În Europa se vorbesc 24 de limbi oficiale, dar există și peste 60 de comunități autohtone care vorbesc o limbă regională sau minoritară, iar tematica multilingvismului a devenit tot mai prezentă în dezbaterea europeană, în special din 2007, când a fost creat în cadrul Comisiei Europene portofoliul multilingvismului.
Mai mult de jumătate dintre cetățenii europeni declară că vorbesc și o limbă străină, iar mai mult de un sfert vorbesc chiar două limbi străine. Conform Eurobarometrului Special 243, publicat în februarie 2006, între cetățenii UE, 38% vorbeau și engleza, 14% franceza sau germana, 7% rusa,  5% spaniola și 3% italiana, pe lângă limba maternă.
La Summitul UE de la Barcelona din anul 2002 a fost stabilit ca obiectiv pentru copii învățarea a cel puțin două limbi străine, iar Uniunea Europeană cheltuiește mai mult de 30 de milioane de euro anual pentru a promova învățarea limbilor străine și diversitatea lingvistică prin programele Socrates și Leonardo da Vinci, o politi